# Шома Орлаї Петрич
Шома Орлаі Петрич (також Шома Орлай Петрич угор. Orlai Petrich Soma, також угор. Orlay Petrics Soma; 22 жовтня 1822, Мезоберень, Угорщина — 5 червня 1880, Будапешт, Угорщина) — угорський художник; працював як художник-портретист та у жанрі історичного живопису.

## Коротка біографія
Народився у сім'ї батька серба та матері угорки.
Спочатку прагнув бути письменником. У 1846 він стає учнем Джакомо Антоніо Марастоні і роком пізніше привертає увагу художньої школи Фердинанда Георга Вальдмюллера у Відні. Петрич також навчався у Мюнхені у Вільгельма фон Каульмана (1805—1874).
Однією з відомих робіт художника є полотно «Знайдення тіла Лайоша ІІ», написане ним за десять років (в 1851) до створення аналогічної картини Берталана Секея.